# Indortes
Indortes fue un caudillo o régulo hispánico de la primera mitad del siglo III a. C. Sucedió a Istolacio al mando de la revuelta turdetana e íbera contra los cartagineses de Amílcar Barca.

## Biografía
La raíz indu- parece de origen ibérico y significa "el fuerte". Se le presume hermano de Istolacio, aunque no con pruebas fehacientes. Da cuenta de sus hechos principalmente el historiador Diodoro Sículo, aunque también Polibio, Cornelio Nepote, Justino y Apiano.
Una vez que el general cartaginés Amílcar, desembarcado en la antigua Gades (Cádiz) el 237 a. C., hubo derrotado y crucificado a Istolacio, invadió las tierras de los lusitanos y de los vetones y al retornar al sur encontró a otro ejército comandado por Indortes. Éste encabezada 50 000 milicianos de las regiones cercanas, según parece, aunque el número podría haber sido exagerado. Sin embargo, probablemente cauteloso a causa de la derrota de su antecesor, Indortes no quiso confrontar a Aníbal directamente, sino que se retiró a un lugar elevado, desde el que esperaba obtener la superioridad. Los cartagineses le rodearon y entraron en batalla, y aunque Indortes consiguió hacer escapar con vida a una gran parte del ejército, él mismo fue capturado por Amílcar, quien lo hizo torturar, cegar y crucificar.
El cartaginés, cruel con los jefes pero benigno con los guerreros, dejó ir a todos los íberos capturados, que ascendían a unos 10 000, y persuadió a sus ciudades a aliarse con él, usando las armas contra las que no accedieron. De ese modo alistó en sus filas a miles de guerreros hispánicos. Desde entonces la rebelión hispánica contra los cartagineses pasó a ser acaudillada por Orisón, el cual obtuvo la primera victoria contra Amílcar.